# Гривз, Уильям Майкл Герберт
Уи́льям Майкл Ге́рберт Гривз (англ. William Michael Herbert Greaves; 10 сентября 1897 — 24 декабря 1955) — британский астроном.

## Биография
Родился на Барбадосе, в Вест-Индии, в семье врача. Получил образование сначала в Кордингтон колледже на Барбадосе, затем отправился в Англию, где окончил колледж Св. Иоанна в Кембридже в 1922 году.
Основные труды в области звездной спектроскопии и фотометрии.
Гривз был избран членом Королевского астрономического общества в 1921 году, а с 1924 до 1938 года он был главным ассистентом в Королевском астрономическом обществе. С 1938 до конца жизни был королевским астрономом Шотландии, также в этот период был профессором астрономии в университете Эдинбурга. В 1939 году избран членом Королевского общества Эдинбурга, а в 1943 году — членом Королевского общества. С 1947 до 1949 был президентом Королевского астрономического общества.
В 1926 году женился на Кэролайн Грейс, их сын — Джордж Ричард Герберт Гривз (1941—2008) впоследствии был профессором математики в университете Кардиффа.

## Награды и почётные звания
- Медаль Тайсона[англ.] по астрономии (1919).
- Премия Смита[англ.] (1921).
- Кратер Гривз на Луне назван в его честь.